# Saint Kitts e Nevis ai Giochi della XXVIII Olimpiade
Saint Kitts e Nevis partecipò ai Giochi della XXVIII Olimpiade, svoltisi ad Atene, Grecia, dal 13 al 29 agosto 2004, con una delegazione di due atleti impegnati in una disciplina.

## Risultati

### Atletica leggera
| Q | Qualificato al turno successivo per la posizione in qualificazione                                                           |
| q | Qualificato per il turno successivo per ripescaggio o, negli eventi su campo, conquistando la misura minima per qualificarsi |

Maschile
Eventi su pista e strada
| Atleta      | Evento      | Batteria  | Batteria   | Quarti di finale | Quarti di finale | Semifinale | Semifinale | Finale    | Finale     |
| Atleta      | Evento      | Risultato | Classifica | Risultato        | Classifica       | Risultato  | Classifica | Risultato | Classifica |
| ----------- | ----------- | --------- | ---------- | ---------------- | ---------------- | ---------- | ---------- | --------- | ---------- |
| Kim Collins | 100 m piani | 10"11     | 1º Q       | 10"05            | 2º Q             | 10"02      | 4º Q       | 10"00     | 6º         |

Femminile
Eventi su pista e strada
| Atleta          | Evento      | Batteria  | Batteria   | Semifinale | Semifinale | Finale          | Finale          |
| Atleta          | Evento      | Risultato | Classifica | Risultato  | Classifica | Risultato       | Classifica      |
| --------------- | ----------- | --------- | ---------- | ---------- | ---------- | --------------- | --------------- |
| Tiandra Ponteen | 400 m piani | 51"17     | 4ª q       | 51"33      | 5ª         | non qualificata | non qualificata |